# Młodzieżowe Mistrzostwa Polski w Lekkoatletyce 2010
27. Młodzieżowe Mistrzostwa Polski w Lekkoatletyce – zawody lekkoatletyczne dla sportowców do lat 23, które zostały rozegrane 28 i 29 sierpnia 2010 na stadionie Akademii Wychowania Fizycznego w Krakowie.

## Rezultaty

### Mężczyźni
| Konkurencja:                  | 1. miejsce                                   | Rezultat    | 2. miejsce                                      | Rezultat  | 3. miejsce                                        | Rezultat   |
| Bieg na 100 m                 | Olaf Paruzel AZS AWF Katowice                | 10,37 SB    | Artur Zaczek AZS Poznań                         | 10,57 SB  | Łukasz Kędzierski Legia Warszawa                  | 10,58 PB   |
| Bieg na 200 m                 | Olaf Paruzel AZS-AWF Katowice                | 21,44       | Grzegorz Roszkowski AZS-AWF Biała Podlaska      | 21,48     | Łukasz Kędzierski SSA Legia Warszawa              | 21,58      |
| Bieg na 400 m                 | Andrzej Jaros Agros Zamość                   | 46,75 =PB   | Jakub Krzewina AZS-AWF Kraków                   | 46,80 SB  | Łukasz Wilamowski Podlasie Białystok              | 47,30      |
| Bieg na 800 m                 | Adam Kszczot RKS Łódź                        | 1:49,06     | Szymon Krawczyk PLKS Gwda Piła                  | 1:50,62   | Krzysztof Żebrowski ULKS Macovia Maków Mazowiecki | 1:50,87 PB |
| Bieg na 1500 m                | Adam Kszczot RKS Łódź                        | 3:46,53 PB  | Adam Czerwiński WKS Wawel Kraków                | 3:46,71   | Krzysztof Żebrowski ULKS Macovia Maków Mazowiecki | 3:46,79    |
| Bieg na 5000 m                | Artur Olejarz ZLKL Zielona Góra              | 14:49,15    | Przemysław Baran WKS Śląsk Wrocław              | 14:49,20  | Damian Kabat SL WKS Zawisza Bydgoszcz             | 14:49,90   |
| Bieg na 10 000 m              | Łukasz Oślizło AZS-AWF Katowice              | 29:53,85 PB | Krystian Zalewski UKS Barnim Goleniów           | 30:05,60  | Marcin Błaziński KS Start Dobrodzień              | 30:07,88   |
| Bieg na 110 m przez płotki    | Michał Szade TS Olimpia Poznań               | 14,41       | Piotr Tarnowski WKS Wawel Kraków                | 14,68 PB  | Radosław Czyż WKS Wawel Kraków                    | 14,83 SB   |
| Bieg na 400 m przez płotki    | Tomasz Baranowski AZS-AWF Wrocław            | 51,72 PB    | Radosław Czyż WKS Wawel Kraków                  | 51,95     | Igor Bogusz AZS-AWFiS Gdańsk                      | 52,19 PB   |
| Bieg na 3000 m z przeszkodami | Krystian Zalewski UKS Barnim Goleniów        | 8:53,32     | Artur Olejarz ZLKL Zielona Góra                 | 8:55,58   | Łukasz Oślizło AZS-AWF Katowice                   | 8:56,83    |
| Skok wzwyż                    | Artur Kargulewicz LLKS Osowa Sień            | 2,14 =PB    | Maciej Lepiato LKS Lubusz Słubice               | 2,11      | Adam Jabłoński AZS Poznań                         | 2,11 =PB   |
| Skok o tyczce                 | Łukasz Michalski SL WKS Zawisza Bydgoszcz    | 5,50        | Paweł Wojciechowski SL WKS Zawisza Bydgoszcz    | 5,00      | Adam Lisiak SL WKS Zawisza Bydgoszcz              | 4,90       |
| Skok w dal                    | Konrad Podgórski AZS-AWF Biała Podlaska      | 7,80 PB     | Krzysztof Tomasiak AZS-AWF Katowice             | 7,69 PB   | Krzysztof Uwijała MKS Sambor Tczew                | 7,62       |
| Trójskok                      | Michał Lewandowski SL WKS Zawisza Bydgoszcz  | 15,95       | Krzysztof Uwijała MKS Sambor Tczew              | 15,90 PB  | Karol Hoffman MKS Aleksandrów Łódzki              | 15,53      |
| Pchnięcie kulą                | Damian Kusiak AZS-AWF Biała Podlaska         | 18,85       | Sylwester Zieliński LIUKS Kruszwica             | 18,76 PB  | Łukasz Haratyk AZS-AWF Kraków                     | 18,07 SB   |
| Rzut dyskiem                  | Przemysław Czajkowski AZS-AWF Biała Podlaska | 59,55       | Michał Pietraszko AZS KU Politechniki Opolskiej | 55,96     | Artur Bojko MKL Szczecin                          | 52,04 SB   |
| Rzut młotem                   | Paweł Fajdek Agros Zamość                    | 73,24       | Bartłomiej Molenda SL WKS Zawisza Bydgoszcz     | 69,13 SB  | Wojciech Nowicki KS Podlasie Białystok            | 68,49      |
| Rzut oszczepem                | Łukasz Grzeszczuk AZS-AWF Warszawa           | 74,49       | Marcin Plener MLKS Krajna Sępólno               | 74,27 PB  | Piotr Frąckiewicz ZLKL Zielona Góra               | 72,88      |
| Dziesięciobój                 | Szymon Czapiewski SL WKS Zawisza Bydgoszcz   | 7335 pkt.   | Rafał Krzeszewski AZS-AWF Warszawa              | 7060 pkt. | Marcin Przybył AZS-AWF Gorzów Wielkopolski        | 6893 pkt.  |

### Kobiety
| Konkurencja:                  | 1. miejsce                                                               | Rezultat  | 2. miejsce                               | Rezultat    | 3. miejsce                                 | Rezultat    |
| Bieg na 100 m                 | Weronika Wedler AZS-AWF Wrocław Marika Popowicz SL WKS Zawisza Bydgoszcz | 11,59     |                                          |             | Anna Kiełbasińska AZS-AWF Warszawa         | 11,75       |
| Bieg na 200 m                 | Weronika Wedler AZS-AWF Wrocław                                          | 23,36w    | Anna Kiełbasińska AZS-AWF Warszawa       | 23,81w      | Milena Pędziwiatr AZS-AWF Wrocław          | 24,20w      |
| Bieg na 400 m                 | Tina Polak AZS-AWF Katowice                                              | 54,74     | Iga Baumgart BKS Bydgoszcz               | 55,10 SB    | Magdalena Burmistrzak LKS Vectra Włocławek | 55,92       |
| Bieg na 800 m                 | Angelika Cichocka ULKS Talex Borzytuchom                                 | 2:08,26   | Danuta Urbanik KKS Victoria Stalowa Wola | 2:08,64     | Monika Harasim AZS-UWM Olsztyn             | 2:08,88     |
| Bieg na 1500 m                | Danuta Urbanik KKS Victoria Stalowa Wola                                 | 4:22,08   | Katarzyna Broniatowska AZS-AWF Kraków    | 4:22,48     | Angelika Cichocka ULKS Talex Borzytuchom   | 4:22,89     |
| Bieg na 5000 m                | Katarzyna Broniatowska AZS-AWF Kraków                                    | 16:43,25  | Karolina Waszak UKS Barnim Goleniów      | 16:47,11 SB | Matylda Szlęzak AZS-AWF Kraków             | 16:59,83 PB |
| Bieg na 10 000 m              | Karolina Waszak UKS Barnim Goleniów                                      | 35:23,37  | Katarzyna Guz MKS Żak Biała Podlaska     | 35:29,71 PB | Marta Krawczyńska AZS-AWFiS Gdańsk         | 35:35:25 PB |
| Bieg na 100 m przez płotki    | Marzena Kościelniak TS Olimpia Poznań                                    | 13,72 PB  | Karolina Jaroszek RLTL ZTE Radom         | 14,38       | Daria Grzegorzewska AZS-AWFiS Gdańsk       | 14,43       |
| Bieg na 400 m przez płotki    | Marzena Kościelniak TS Olimpia Poznań                                    | 57,23     | Tina Polak AZS-AWF Katowice              | 57,98       | Joanna Linkiewicz AZS-AWF Wrocław          | 59,86 PB    |
| Bieg na 3000 m z przeszkodami | Matylda Szlęzak AZS-AWF Kraków                                           | 10:21,56  | Mariola Ślusarczyk UKS WiR Łopuszno      | 10:29,36    | Marta Krawczyńska AZS-AWFiS Gdańsk         | 10:37,92 PB |
| Skok wzwyż                    | Magdalena Ogrodnik WKS Śląsk Wrocław                                     | 1,77      | Urszula Domel AZS-AWF Wrocław            | 1,77        | Martyna Bielawska Podlasie Białystok       | 1,74        |
| Skok o tyczce                 | Joanna Michalska SL WKS Zawisza Bydgoszcz                                | 4,00 =PB  | Karmen Bunikowska AZS AWFiS Gdańsk       | 3,90        | Martyna Cyganek MKS Ustroń                 | 3,60        |
| Skok w dal                    | Małgorzata Reszka SL WKS Zawisza Bydgoszcz                               | 6,32      | Anna Jagaciak MKS Juvenia Puszczykowo    | 6,31        | Martyna Bielawska KS Podlasie Białystok    | 6,14        |
| Trójskok                      | Anna Jagaciak MKS Juvenia Puszczykowo                                    | 12,72     | Anna Zych AZS-AWF Kraków                 | 13,12       | Katarzyna Płonka AZS-AWF Kraków            | 12,76       |
| Pchnięcie kulą                | Agnieszka Maluśkiewicz AZS Poznań                                        | 14,95     | Marta Kaniewska SL WKS Zawisza Bydgoszcz | 14,67       | Agnieszka Dudzińska AZS-AWF Biała Podlaska | 14,13 SB    |
| Rzut dyskiem                  | Agnieszka Dudzińska AZS-AWF Biała Podlaska                               | 46,50 SB  | Dominika Jakuła MKS Aleksandrów Łódzki   | 44,07       | Marta Weiss AZS Poznań                     | 41,79       |
| Rzut młotem                   | Joanna Fiodorow LŁKS Prefbet Śniadowo Łomża                              | 62,93     | Magdalena Szewa SL WKS Zawisza Bydgoszcz | 62,31       | Anna Jankowska BKS Bydgoszcz               | 56,74       |
| Rzut oszczepem                | Agnieszka Lewandowska AZS AWFiS Gdańsk                                   | 51,09     | Urszula Kuncewicz SKLA Sopot             | 46,77       | Kinga Łuczak MKS Juvenia Puszczykowo       | 46,33 SB    |
| Siedmiobój                    | Zuzanna Leszczyńska AZS-AWFiS Gdańsk                                     | 5417 pkt. | Patrycja Marciniak AZS-AWFiS Gdańsk      | 5224 pkt.   | Izabela Mikołajczyk WLKS Wrocław           | 5146 pkt.   |